# Mai 2010
Portal Geschichte | Portal Biografien | Aktuelle Ereignisse | Jahreskalender | Tagesartikel

◄ |
20. Jahrhundert |
21. Jahrhundert

◄ |
1980er |
1990er |
2000er |
2010er
| 2020er | 2030er | 2040er

◄ |
2006 |
2007 |
2008 |
2009 |
2010
| 2011 | 2012 | 2013 | 2014 | ►

◄ |
Februar 2010 |
März 2010 |
April 2010 |
Mai 2010 |
Juni 2010 |
Juli 2010 |
August 2010 |
►
Dieser Artikel behandelt tagesbezogene Nachrichten und Ereignisse im Mai 2010.

## Tagesgeschehen

### Samstag, 1. Mai 2010

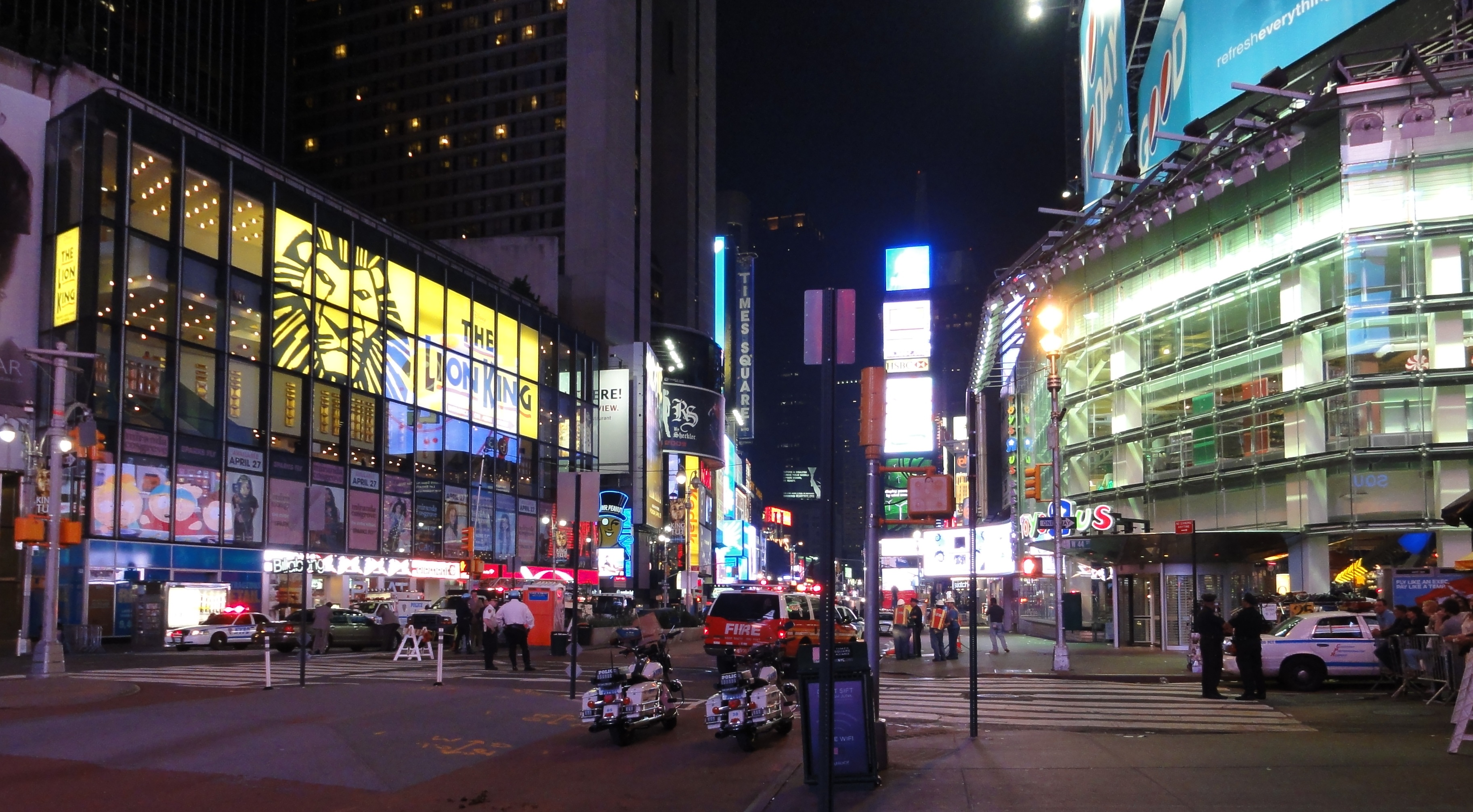
Der gesperrte Times Square

- Mogadischu/Somalia: Bei einem Bombenanschlag kommen mindestens 30 Menschen ums Leben.[1]
- New York/Vereinigte Staaten: Ein von den Taliban geplanter Anschlag am Times Square scheitert.[2]

### Sonntag, 2. Mai 2010
- Nashville/Vereinigte Staaten: Durch Überschwemmungen infolge starken Regens kommen im Süden des Landes mindestens 29 Menschen ums Leben.[3]

### Montag, 3. Mai 2010
- Chicago/Vereinigte Staaten: Für einen Kaufpreis von 3,2 Milliarden US-Dollar in Aktien übernimmt United Airlines den Wettbewerber Continental Airlines und wird damit zur weltweit größten Fluggesellschaft.[4]
- Machi Khel/Pakistan: Bei einem Raketenangriff von Einheiten der Streitkräfte der Vereinigten Staaten in Nordwasiristan werden zwischen vier und acht Personen getötet. Ziel des Angriffs war u. a. der deutsche Islamist Eric Breininger, ein ehemaliges Mitglied der sogenannten „Sauerland-Gruppe“.[5]

### Dienstag, 4. Mai 2010

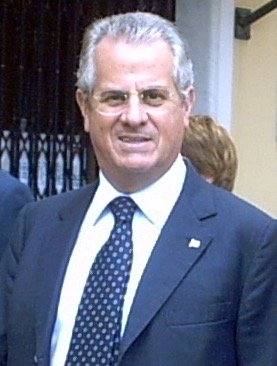
Claudio Scajola

- Buenos Aires/Argentinien: Die Union Südamerikanischer Nationen ernennt den ehemaligen argentinischen Präsidenten Néstor Kirchner zu ihrem ersten Generalsekretär.[6]
- Peking/China: Mit der Eröffnung eines Tourismusbüros der Republik China (Taiwan) kommt es erstmals seit 1949 zu einem Austausch halboffzieller Vertreter beider Länder.[7]
- Rom/Italien: Industrieminister Claudio Scajola gibt nach einem Korruptionsskandal seinen Rücktritt bekannt.[8]

### Mittwoch, 5. Mai 2010
- Athen/Griechenland: Im Verlauf eines 24-stündigen Generalstreiks gegen die Sparmaßnahmen aufgrund der griechischen Finanzkrise kommt es bei Demonstrationen zu massiven Ausschreitungen. Dabei kommen drei in einer Bank eingeschlossene Menschen ums Leben, nachdem Randalierer Molotowcocktails auf das Gebäude werfen. Auch in anderen Städten des Landes kommt es zu Zusammenstößen zwischen Demonstranten und der Polizei.[9][10]
- Augsburg/Deutschland: Das Landgericht verurteilt den Waffenhändler Karlheinz Schreiber wegen Steuerhinterziehung zu acht Jahren Haft.[11]
- Bangkok/Thailand: Die Oppositionsbewegung kündigt an, ihre seit zwei Monaten andauernden Proteste zu beenden und einem Fünfpunkteplan des Premierministers Abhisit Vejjajiva zur Aussöhnung zuzustimmen.[12]
- München/Deutschland: Der österreichische Dirigent und Komponist Michael Gielen, langjähriger Direktor der Oper Frankfurt, wird mit dem 200.000 Euro dotierten Ernst von Siemens Musikpreis ausgezeichnet.[13]
- Port Louis/Mauritius: Die Partei Alliance Sociale von Ministerpräsident Navin Ramgoolam erlangt bei den Parlamentswahlen 41 von 62 Sitzen.[14]

### Donnerstag, 6. Mai 2010

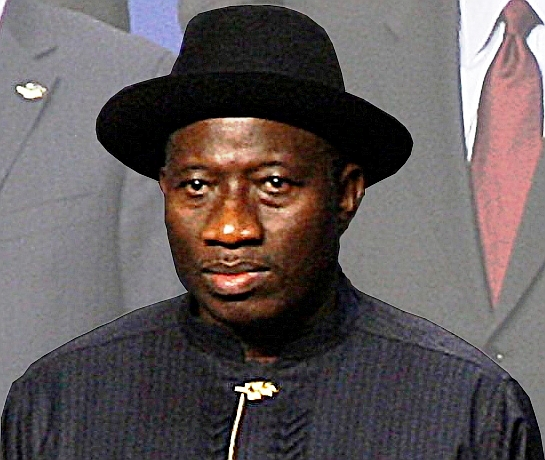
Goodluck Jonathan

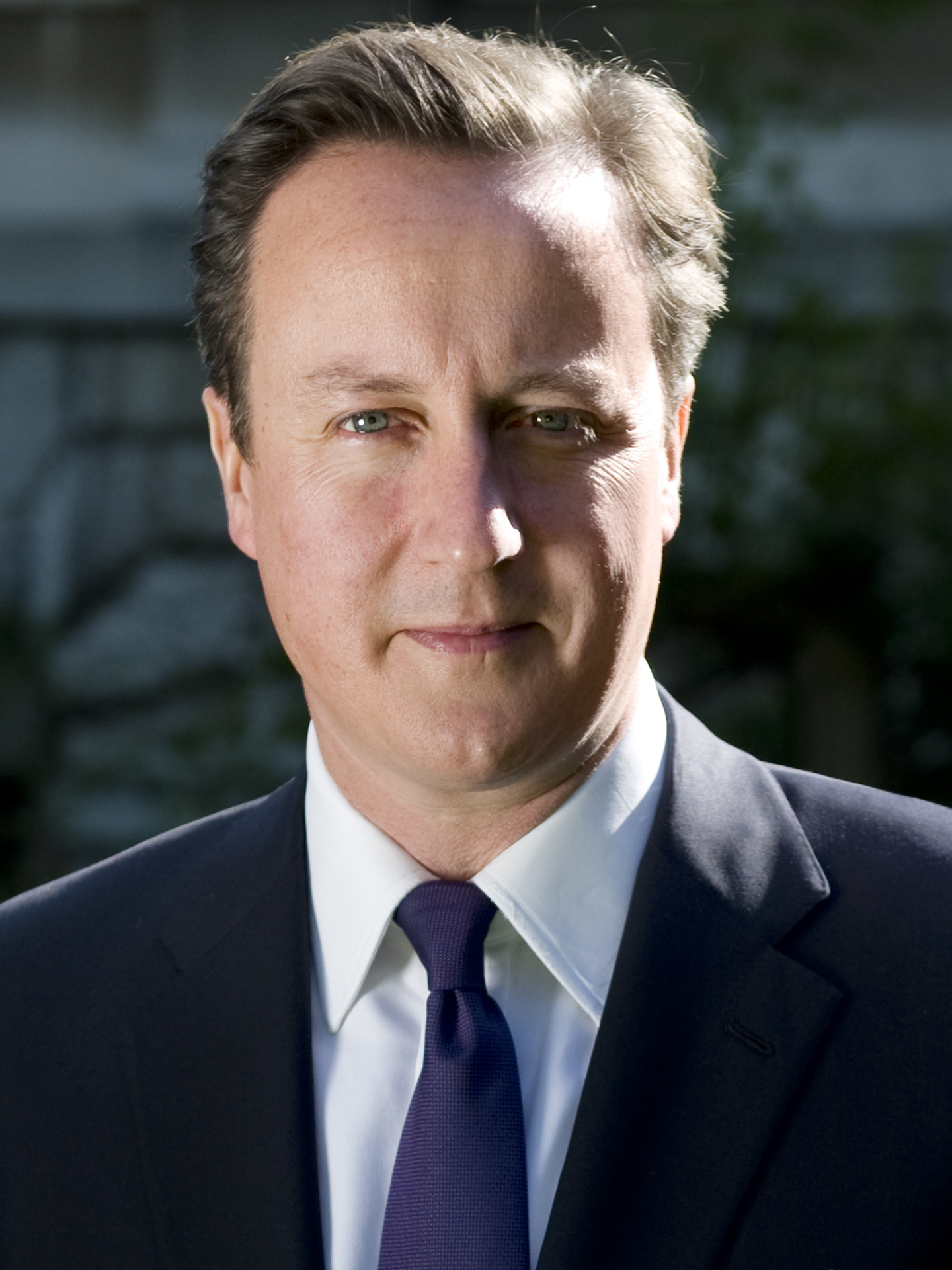
David Cameron

- Abuja/Nigeria: Nach dem Tod von Amtsinhaber Umaru Yar’Adua wird dessen Stellvertreter Goodluck Jonathan als neuer Präsident vereidigt.[15]
- Berlin/Deutschland: Bundespräsident Horst Köhler eröffnet das Dokumentationszentrum der Stiftung Topographie des Terrors.[16]
- Chongqing/China: Bei schweren Unwettern kommen mindestens 38 Menschen ums Leben und mehr als 200 weitere werden verletzt.[17]
- London / Vereinigtes Königreich: Nach 13 Regierungsjahren der Partei der Arbeit geht die Konservative Partei mit Oppositionsführer David Cameron als stärkste politische Kraft aus den Unterhauswahlen hervor. Sie verfehlt jedoch die absolute Mehrheit der Sitze im Unterhaus.[18]
- Mumbai/Indien: Eineinhalb Jahre nach den Anschlägen in der Stadt wird der einzige überlebende Attentäter Ajmal Kasab wegen „Mord und Kriegsführung“ zum Tode verurteilt.[19]
- New York / Vereinigte Staaten: An der Börse kommt es in den Nachmittagsstunden zu einem Flash Crash.[20]
- Washington, D.C./Vereinigte Staaten: Im Fachmagazin Science berichten Forscher um Richard Green und Svante Pääbo vom Max-Planck-Institut für evolutionäre Anthropologie in Leipzig über den Erwerb von ein bis vier Prozent der menschlichen DNS durch eine Vermischung mit Neandertalern.[21]

### Freitag, 7. Mai 2010

OECD-Staaten

- Paris/Frankreich: Chile wird als zweiter lateinamerikanischer Staat nach Mexiko und als erster südamerikanischer Staat Mitglied der Organisation für wirtschaftliche Zusammenarbeit und Entwicklung, die nun 31 Mitgliedstaaten hat.[22][23]

### Samstag, 8. Mai 2010

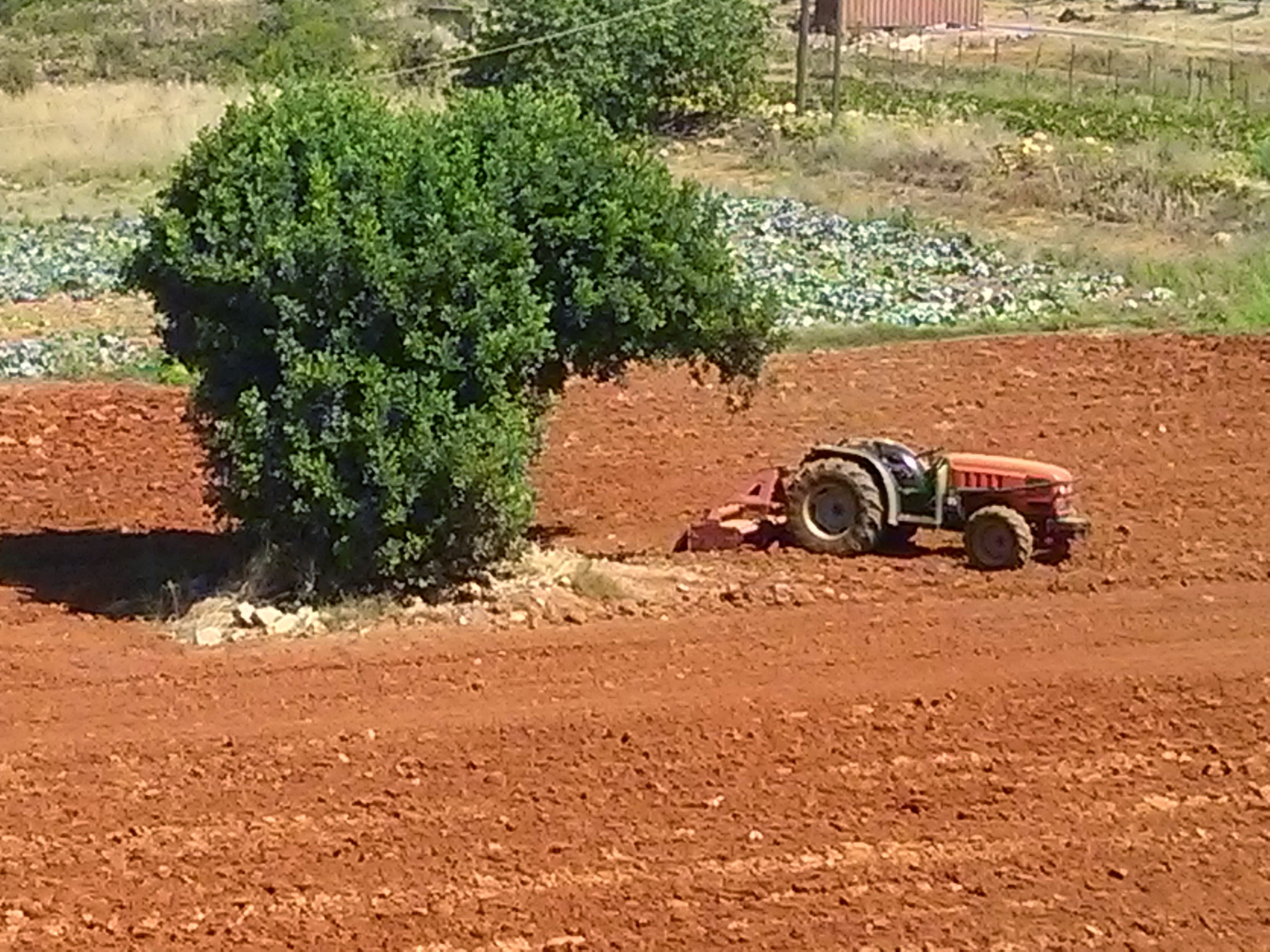
Griechenland droht eine Rezession

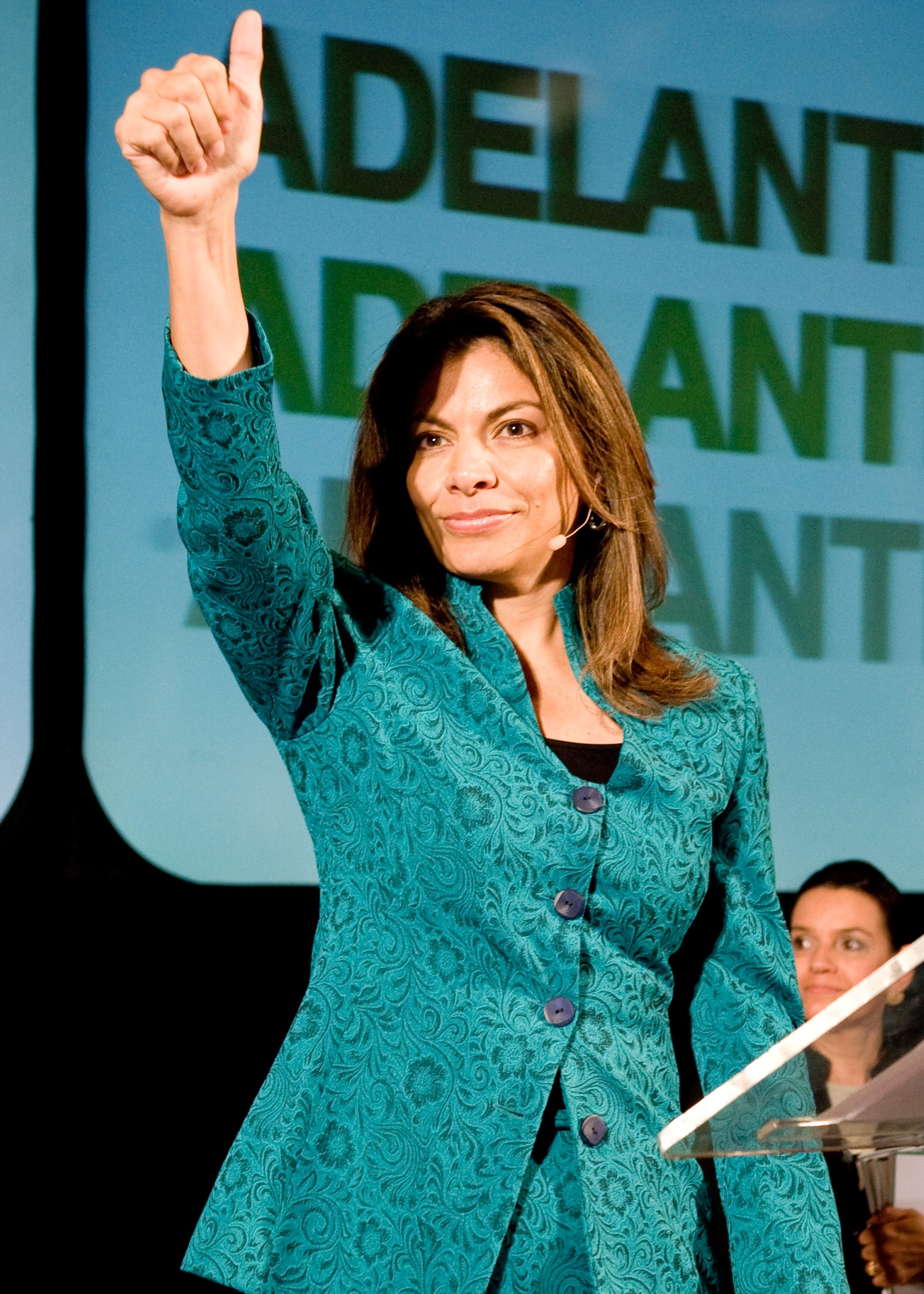
Laura Chinchilla

- Brüssel/Belgien: Die Staats- und Regierungschefs der Europäischen Union beschließen mit dem Internationalen Währungsfonds ein Rettungspaket zur Verhinderung von Staatsbankrotten in der Eurozone in Höhe von 750 Milliarden Euro. Damit soll z. B. Griechenland seine Kredite im Ausland bedienen, weil es sonst als Schutz vor seinen Gläubigern den Staatsbankrott erklären müsste. Das Geld des Rettungspakets landet zuerst in Griechenland und der Staat überweist es dann seinen Gläubigern.[24]
- Frankfurt am Main/Deutschland: Letzter Spieltag der Fußball-Bundesliga Saison 2009/10. Meister wird der FC Bayern München vor Schalke 04 und Werder Bremen. Hertha BSC und der VfL Bochum steigen direkt in die 2. Bundesliga ab, der 1. FC Nürnberg muss in die Relegation.[25]
- London / Vereinigtes Königreich: Der ägyptische Milliardär Mohamed Al-Fayed verkauft das Warenhaus Harrods an die Investmentgesellschaft Qatar Holding aus Katar. Nach unbestätigten Medienberichten beträgt der Verkaufspreis 1,5 Mrd. Pfund (1,7 Milliarden Euro).[26]
- Meschduretschensk/Russland: Bei einem Grubenunglück in einem Kohlebergwerk in Westsibirien kommen mindestens 43 Menschen ums Leben und 47 weitere werden noch vermisst.[27]
- San José/Costa Rica: Laura Chinchilla wird als erste Präsidentin des Landes vereidigt.[28]
- Vatikanstadt: Papst Benedikt XVI. nimmt das Rücktrittsgesuch des Augsburger Bischofs Walter Mixa formell an.[29]

### Sonntag, 9. Mai 2010
- Basel/Schweiz: Der FC Basel gewinnt das Finale um den Schweizer Fussball-Cup 2009/10 gegen den FC Lausanne-Sport mit 6:0 und ist damit zum zehnten Mal in der Vereinsgeschichte Schweizer Cupsieger.[30]
- Düsseldorf/Deutschland: Bei der Landtagswahl in Nordrhein-Westfalen wird die CDU mit 34,6 % der Stimmen knapp vor der SPD mit 34,5 % stärkste Kraft. Die Grünen erreichen mit 12,1 % ihr allzeit bestes Ergebnis im Land; die FDP mit 6,7 % und Die Linke mit 5,6 % sind ebenfalls im künftigen Landtag vertreten.[31]
- Montevideo/Uruguay: Bei den Kommunalwahlen erreicht das Linksbündnis Frente Amplio in den Städten die Mehrheit der Wählerstimmen, während auf dem Land die Nationale Partei die Mehrheit erlangt.[32]
- Moskau/Russland: Bei der 65. Siegesparade zum Ende des Zweiten Weltkrieges marschieren erstmals auch Soldaten der Alliierten Frankreich, Polen, dem Vereinigten Königreich und den Vereinigten Staaten mit.[33]

### Montag, 10. Mai 2010
- Bagdad/Irak: Bei mehreren Anschlägen werden mindestens 114 Menschen getötet und mehrere hundert weitere verletzt.[34]
- Manila/Philippinen: Wahlen von mehreren Ämtern; die Präsidentschaftswahl gewinnt Benigno Aquino III.[35] Bei Schießereien zwischen Polizisten und Sicherheitskräften kommen mindestens zehn Menschen ums Leben.[36]
- Washington, D.C./Vereinigte Staaten: Elena Kagan wird von US-Präsident Barack Obama als Richterin für den Obersten Gerichtshof nominiert.[37]

### Dienstag, 11. Mai 2010

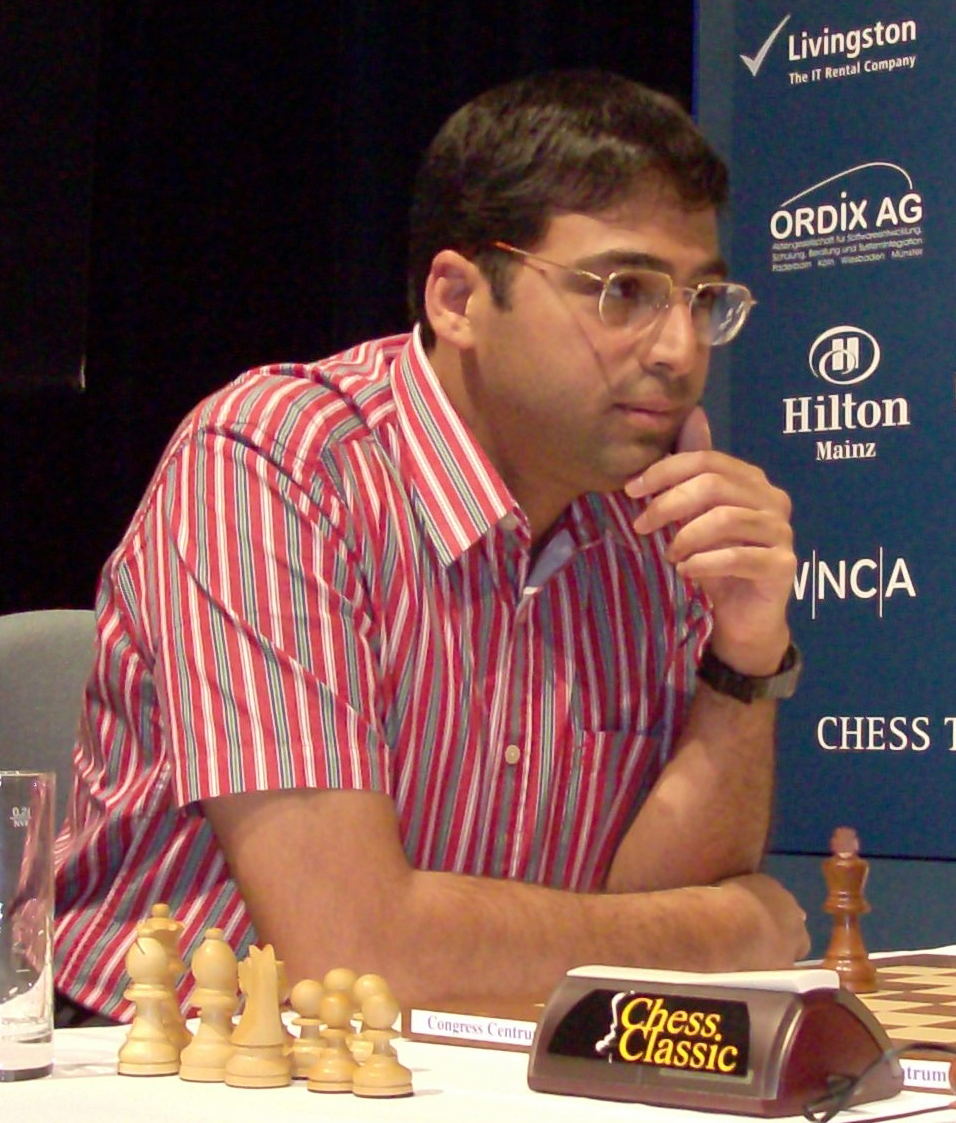
Viswanathan Anand

- London/Vereinigtes Königreich: Premierminister Gordon Brown erklärt seinen Rücktritt; der Vorsitzende der Conservative Party, David Cameron, wird von Königin Elisabeth II. zu seinem Nachfolger ernannt.[38]
- Sofia/Bulgarien: Durch einen Sieg in der zwölften Partie der Schachweltmeisterschaft 2010 verteidigt Viswanathan Anand mit 6,5 zu 5,5 Spielen seinen Titel gegen Wesselin Topalow.[39]

### Mittwoch, 12. Mai 2010
- Bern/Schweiz: Die Schweizerischen Bundesbahnen beauftragen den kanadischen Fahrzeughersteller Bombardier mit der Produktion und Lieferung von 59 Doppelstockzügen; das Auftragsvolumen von 1,9 Milliarden Franken ist das größte in der Geschichte der Bahngesellschaft.[40]
- Brüssel/Belgien: Die Europäische Kommission gibt „Grünes Licht“ für den Beitritt Estlands zur Eurozone. Estland übernimmt somit am 1. Januar 2011 als 17. EU-Staat die europäische Gemeinschaftswährung.[41]
- Cannes/Frankreich: Eröffnung der 63. Filmfestspiele von Cannes.
- Hamburg/Deutschland: Im Finale der UEFA Europa League 2009/10 besiegt Atlético Madrid den FC Fulham mit 2:1 nach Verlängerung und gewinnt damit nach dem Europapokal der Pokalsieger 1961/62 zum zweiten Mal in seiner Vereinsgeschichte einen Europapokal.[42]
- München/Deutschland: Der 2. Ökumenische Kirchentag unter dem Motto „Damit ihr Hoffnung habt“ beginnt.
- Tripolis/Libyen: Bei einem Flugzeugabsturz einer Maschine der Afriqiyah Airways kommen 104 Menschen ums Leben.[43]

### Donnerstag, 13. Mai 2010

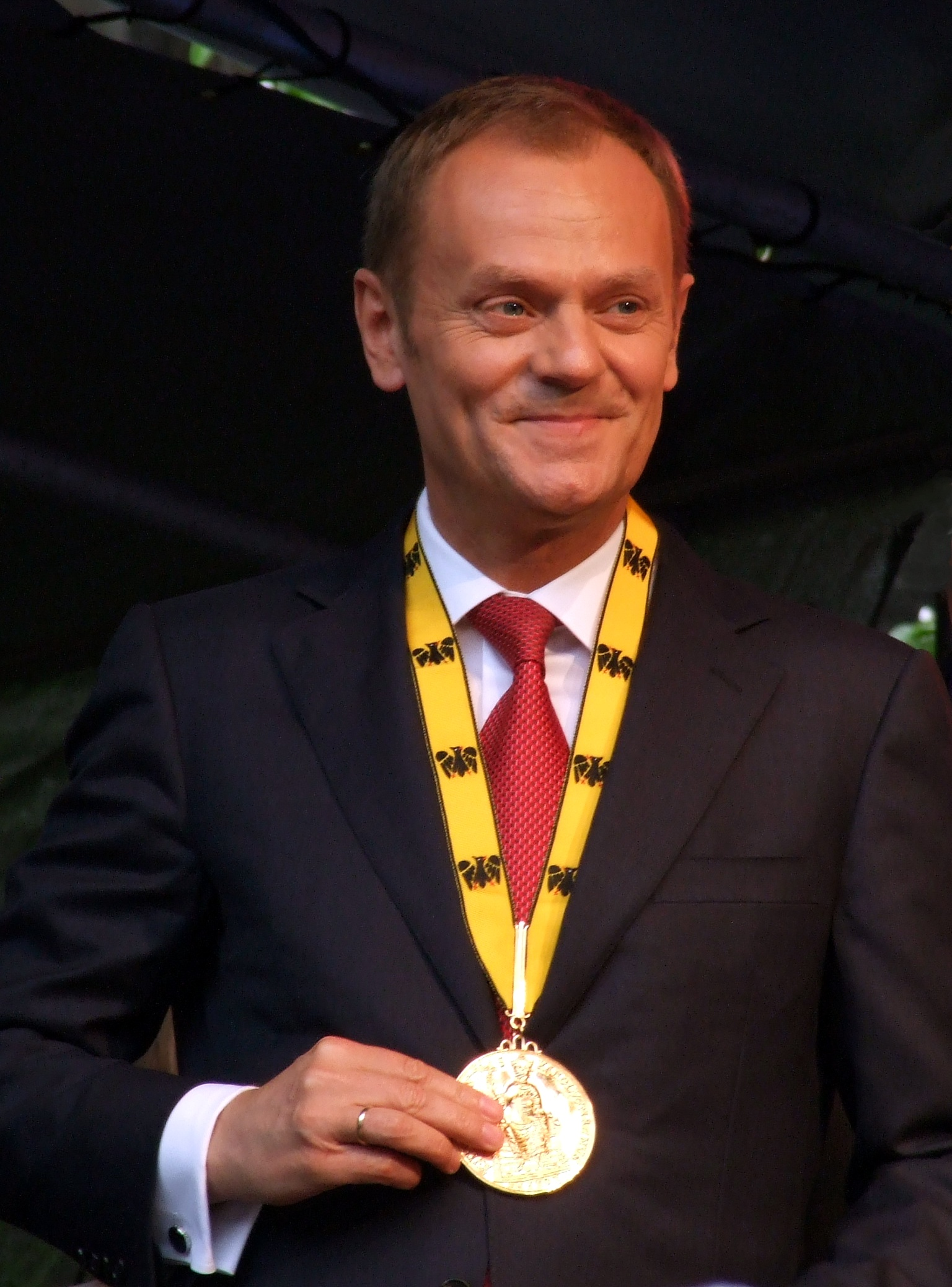
Donald Tusk

- Aachen/Deutschland: Dem polnischen Ministerpräsidenten Donald Tusk wird der Internationale Karlspreis verliehen, u. a. in Würdigung seines Engagements für gute Beziehungen zwischen Polen und seinen Nachbarländern.[44]
- Wien/Österreich: Letzter Spieltag der tipp3-Bundesliga 2009/10. Meister wird Red Bull Salzburg vor Austria Wien und Rapid Wien; Austria Kärnten steigt in die Erste Liga ab.[45]

### Samstag, 15. Mai 2010

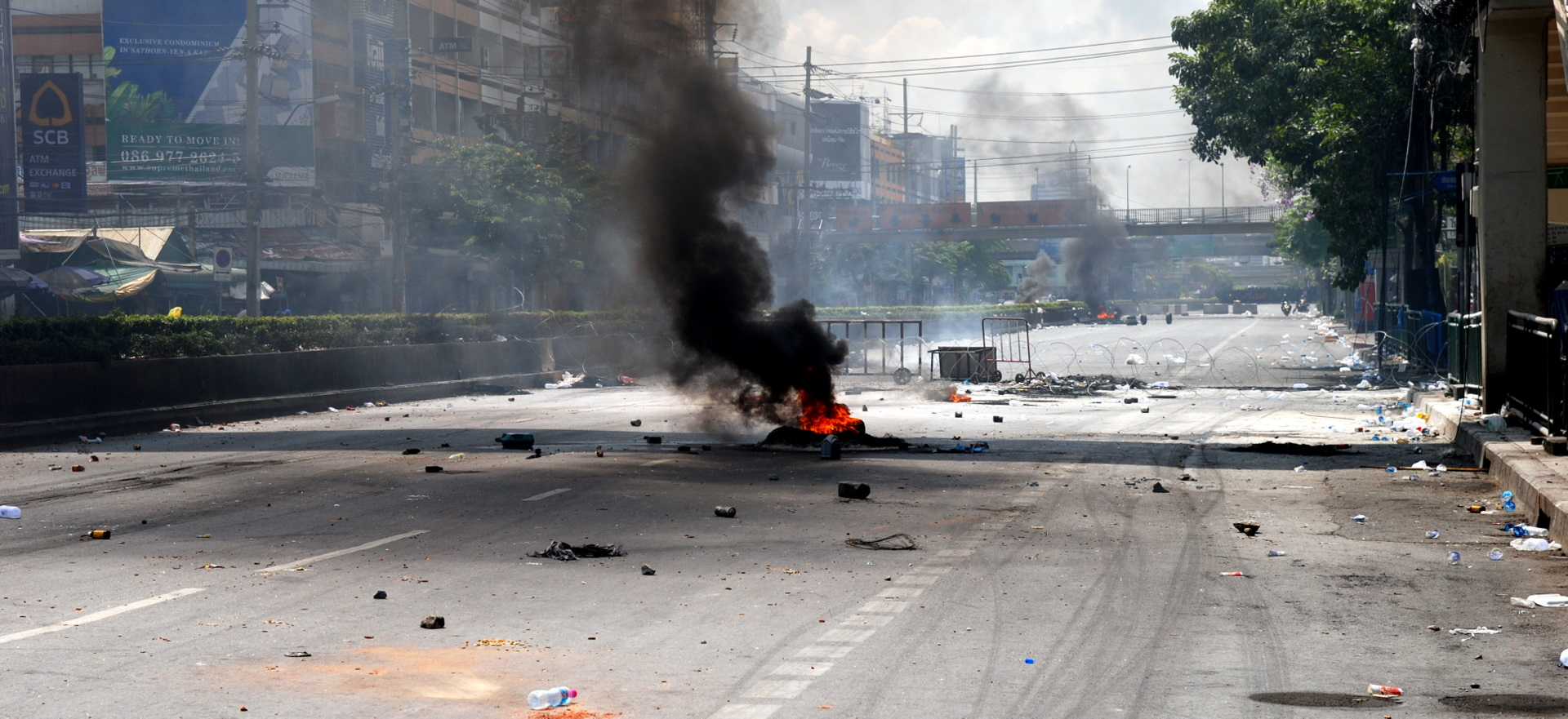
Eskalation der Gewalt in Bangkoks Innenstadt

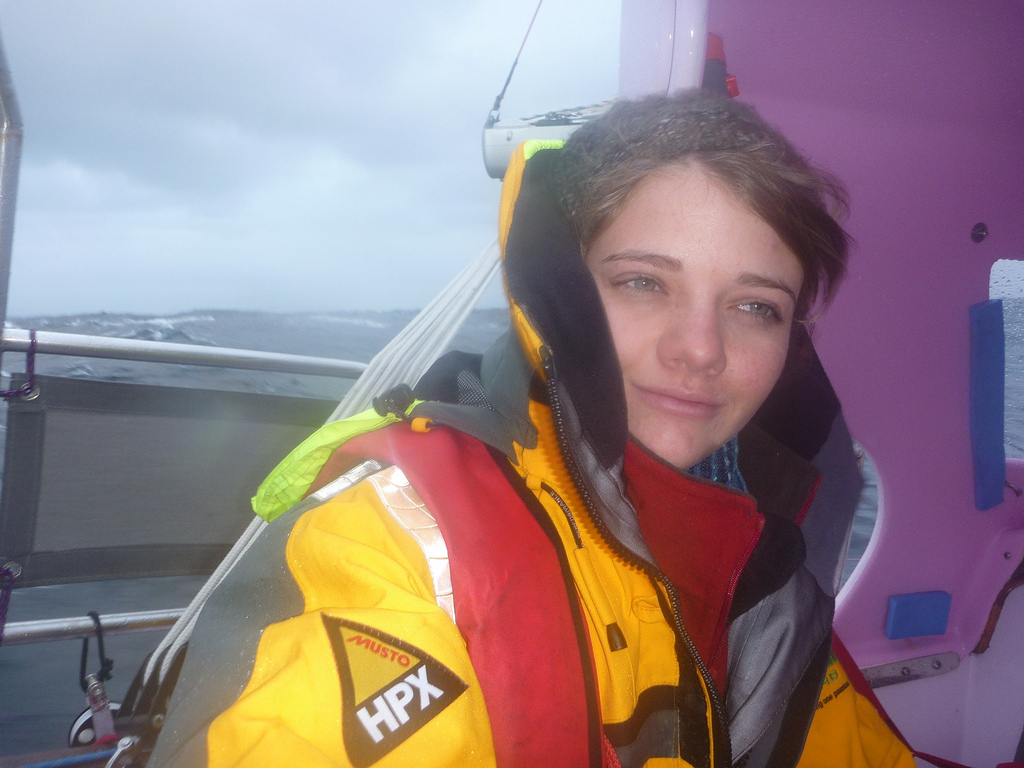
Jessica Watson

- Bangkok/Thailand: Bei Kämpfen zwischen Soldaten und Demonstranten kommen Dutzende von Menschen ums Leben, 300 weitere werden verletzt.[46]
- Berlin/Deutschland: Im Finale um den DFB-Pokal 2009/10 der Männer besiegt der FC Bayern München Werder Bremen mit 4:0 und erreicht damit zum achten Mal in seiner Vereinsgeschichte das Double aus Meisterschaft und Pokalsieg.[47]
- Köln/Deutschland: Vor der europäischen Rekordkulisse für ein nationales Frauen-Vereinsspiel von 26.282 Zuschauern besiegt der FCR 2001 Duisburg im Finale um den DFB-Pokal 2009/10 der Frauen den FF USV Jena mit 1:0.[48]
- Sydney/Australien: Die 16-jährige Australierin Jessica Watson beendet ihre Weltumsegelung.[49]

### Sonntag, 16. Mai 2010
- Khartum/Sudan: Nach Kritik an den ersten allgemeinen Wahlen seit 24 Jahren wird Oppositionsführer Hasan at-Turabi festgenommen.[50]
- Klagenfurt/Österreich: Im Finale des österreichischen Fußball-Cups 2009/10 besiegt der SK Sturm Graz den SC Magna Wiener Neustadt mit 1:0 und holt damit zum vierten Mal in seiner Vereinsgeschichte den ÖFB-Cup.[51]
- München/Deutschland: Der zweite Ökumenische Kirchentag geht zu Ende.[52]
- Muri/Schweiz: Letzter Spieltag der Axpo Super League 2009/10. Meister wird der FC Basel vor den Young Boys Bern und den Grasshoppers Zürich; der FC Aarau steigt direkt ab, der AC Bellinzona muss in die Barrage.[53]
- Santo Domingo/Dominikanische Republik: Bei den Parlamentswahlen erreicht die Regierungspartei Partido de la Liberación Dominicana von Präsident Leonel Fernández die Mehrheit der Wählerstimmen.[54]
- Bridgetown/Barbados: England gewinnt die dritte World Twenty20, indem es im Finale Australien mit 7 Wickets besiegt.

### Montag, 17. Mai 2010
- Chiapa de Corzo/Mexiko: Archäologen entdecken in einer Pyramide eine 2.700 Jahre alte Grabkammer, in der drei Menschen bestattet wurden. Der Fund gilt als ältester Beleg für Bestattungen in Pyramiden in der Region.[55]
- Kabul/Afghanistan: Am Hindukusch stürzt ein Passagierflugzeug der Pamir Airways mit 44 Menschen an Bord ab.[56]
- Lissabon/Portugal: Präsident Aníbal Cavaco Silva unterschreibt das vom portugiesischen Parlament beschlossene Gesetz zur Einführung der gleichgeschlechtlichen Ehe.[57]
- Neu-Delhi/Indien: Bei einem Anschlag von maoistischen Rebellen auf einen Bus sterben mindestens 35 Menschen.[58]

### Dienstag, 18. Mai 2010

Logo der BaFin

- Bonn, Frankfurt am Main / Deutschland: Die Bundesanstalt für Finanzdienstleistungsaufsicht (BaFin) untersagt bestimmte Leerverkäufe sowie ungedeckte Kreditausfallversicherungen auf Anleihen von Staaten der Eurozone. Diese Verbote gelten vom 19. Mai 2010 bis zum 31. März 2011 und werden laut der Bundesanstalt laufend überprüft.[59]
- Kabul/Afghanistan: Bei einem Anschlag kommen mindestens 18 Menschen ums Leben und mehr als 47 weitere werden verletzt.[60]
- Zürich/Schweiz: Roger de Weck wird als Nachfolger von Armin Walpen zum Generaldirektor der SRG SSR gewählt.[61]

### Mittwoch, 19. Mai 2010

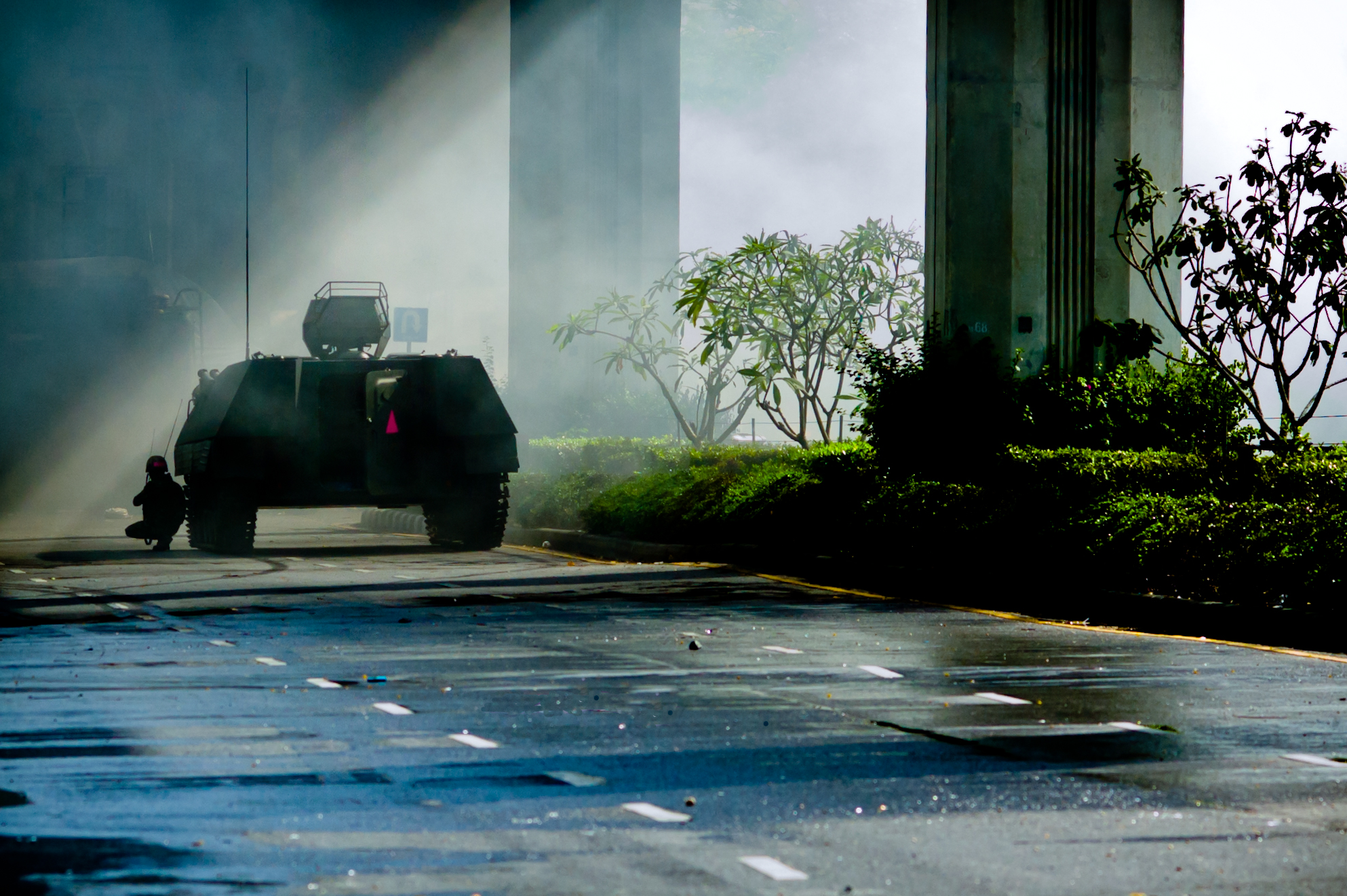
Straßenszene in Bangkok

- Bangkok/Thailand: Das Militär löst die wochenlange Blockade des Geschäftsviertels gewaltsam auf.[62]

### Donnerstag, 20. Mai 2010

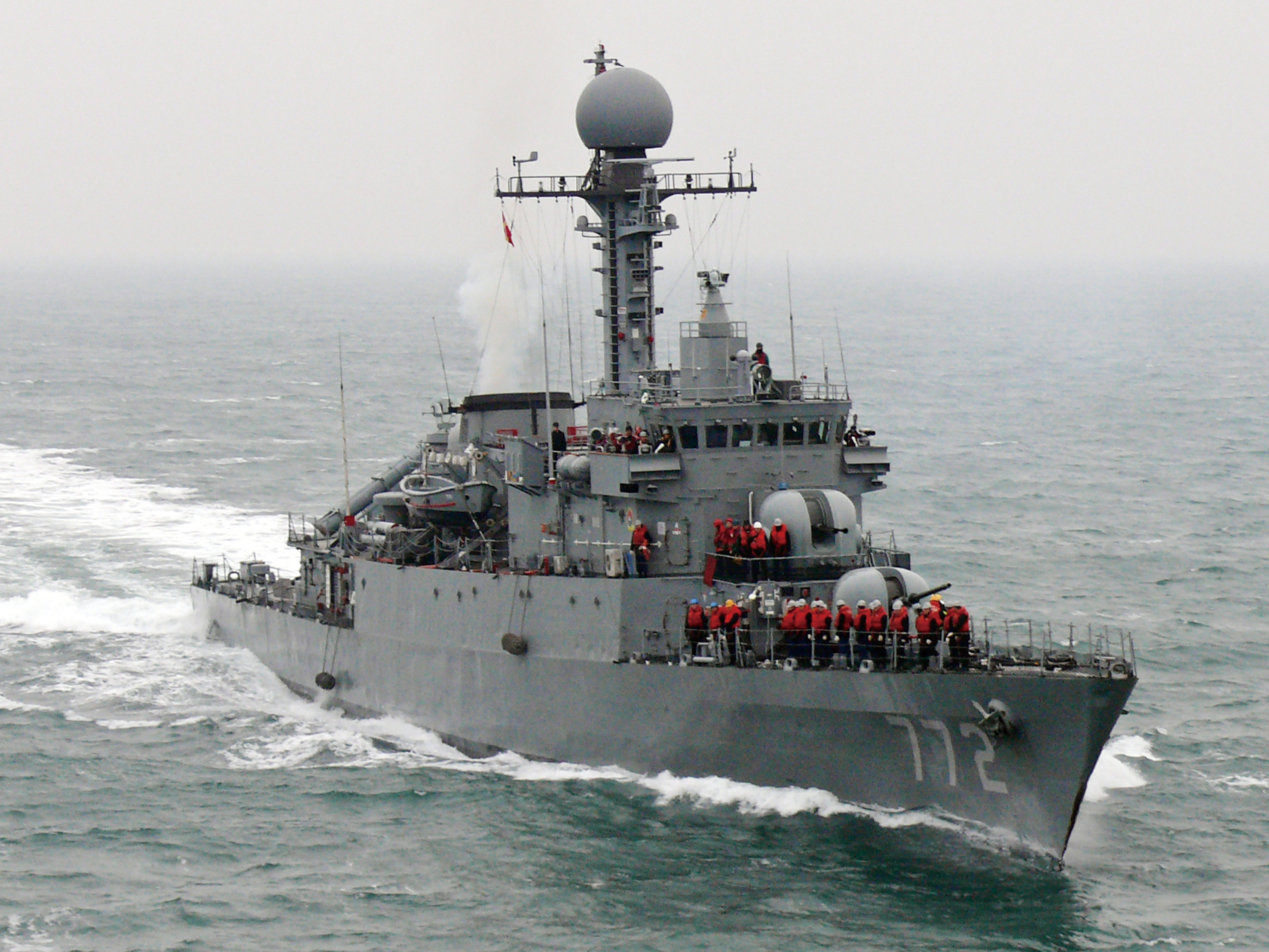
Die Cheonan vor dem Untergang

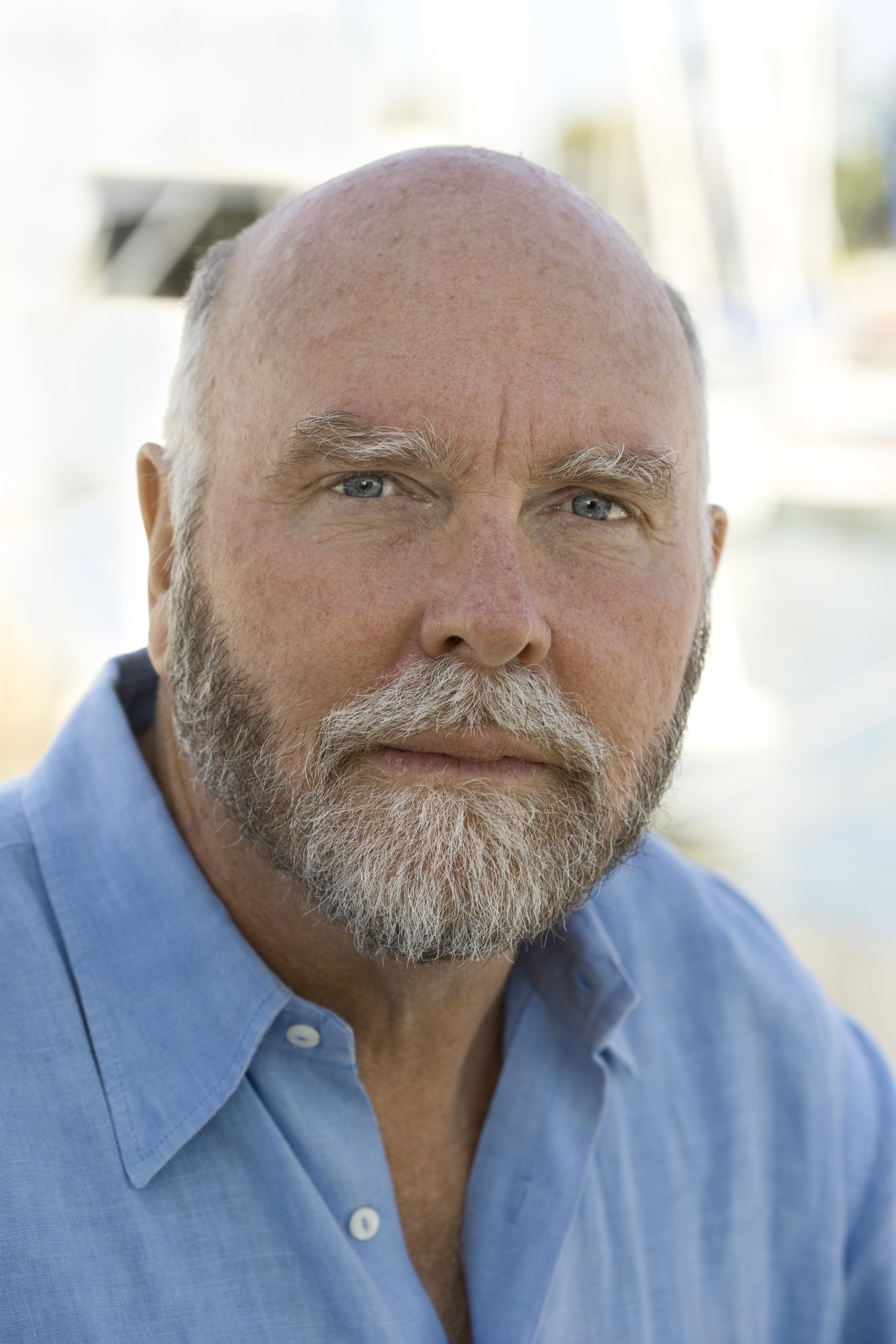
Craig Venter

- Getafe/Spanien: Der 1. FFC Turbine Potsdam gewinnt das Finale der UEFA Women’s Champions League 2009/10 gegen Olympique Lyon mit 7:6 nach Elfmeterschießen und wird damit erster Meister der UEFA Women’s Champions League.[63]
- Mainz/Deutschland: Die Bundesnetzagentur beendet nach fast sechs Wochen und 224 Runden die Versteigerung der UMTS-Lizenzen in Deutschland. Die Unternehmen T-Mobile, Vodafone D2, E-Plus und Telefónica Germany (O2) bieten für Frequenzpakete von 360 Megahertz insgesamt 4,38 Mrd. Euro; E-Plus erhält in der begehrten „Digitalen Dividende“ keine Frequenzblöcke.[64]
- Paris/Frankreich: Diebe entwenden im Musée d’art moderne de la Ville de Paris die fünf Gemälde „Frau mit Fächer“ (Amedeo Modigliani, 1919), „Taube mit grünen Erbsen“ (Pablo Picasso, 1912), „Der Olivenbaum bei L’Estaques“ (Georges Braque, 1907), „Pastoral“ (Henri Matisse, 1905) und „Stillleben mit Kerze“ (Fernand Léger) mit einem geschätzten Wert von bis zu 100 Millionen Euro.[65]
- Seoul/Südkorea: Eine internationale Untersuchungskommission macht Nordkorea für die Versenkung des südkoreanischen Kriegsschiffes Cheonan am 26. März verantwortlich, bei der 46 Soldaten getötet wurden.[66]
- Washington, D.C./Vereinigte Staaten: Im Fachmagazin Science berichten Forscher um Craig Venter über die Herstellung von Bakterienzellen, deren gesamtes Erbgut sie erstmals im Labor synthetisiert haben.[67]
- Zonguldak/Türkei: Bei einem Grubenunglück im Norden des Landes kommen mindestens 28 Menschen ums Leben.[68]

### Freitag, 21. Mai 2010
- Bagdad/Irak: Bei einem Bombenanschlag im Norden des Landes kommen mindestens 27 Menschen ums Leben und mehr als 71 weitere werden verletzt.[69]

### Samstag, 22. Mai 2010

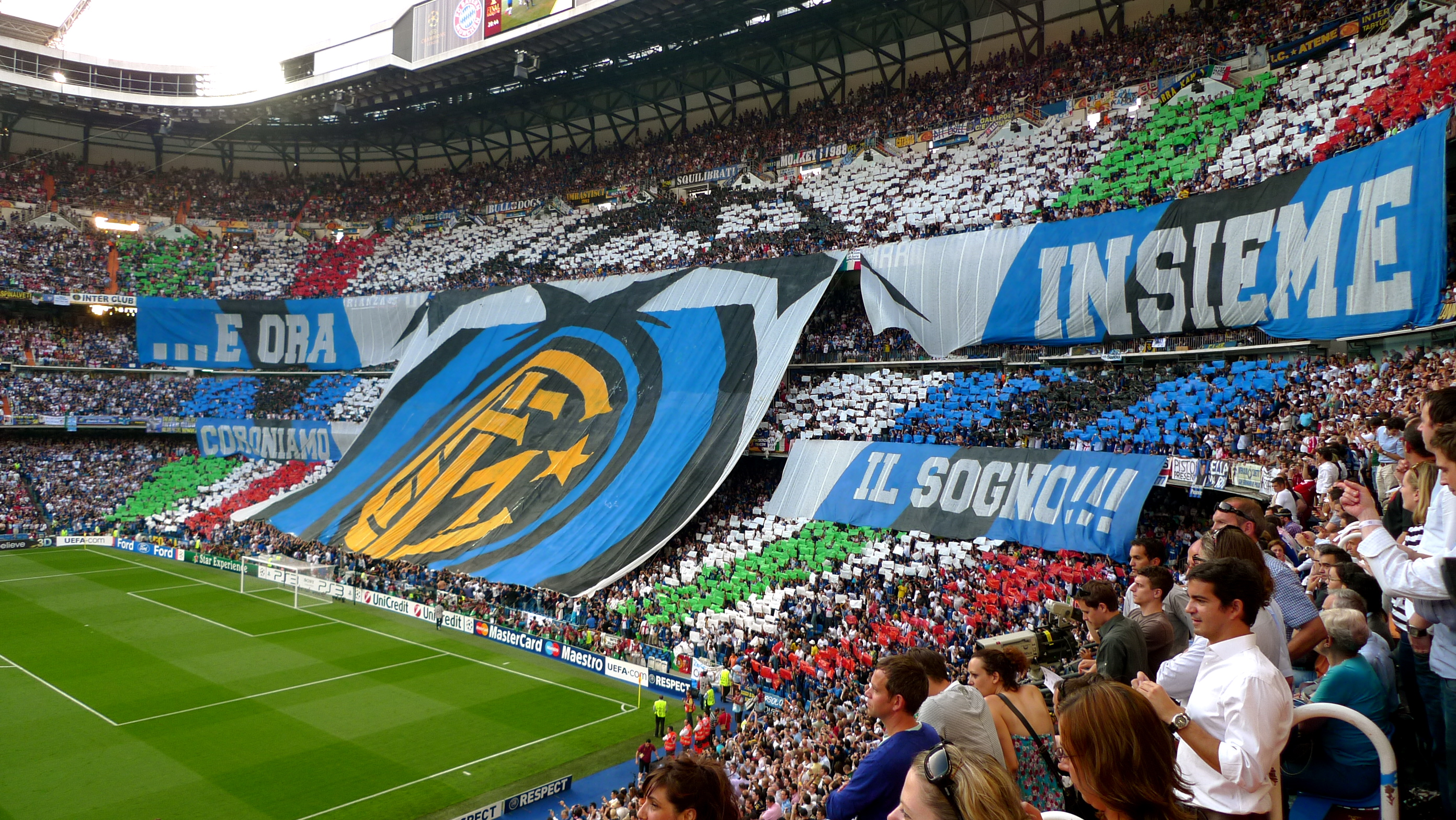
Inter-Fans im Estadio Santiago Bernabéu

- Madrid/Spanien: Inter Mailand gewinnt das Finale der UEFA Champions League 2009/10 gegen den FC Bayern München mit 2:0 und ist damit zum dritten Mal in seiner Vereinsgeschichte Gewinner der Champions League beziehungsweise des Europapokals der Landesmeister.[70]
- Mangalore/Indien: Bei einem Flugzeugabsturz einer Maschine der Air India Express kommen 158 Menschen ums Leben und acht weitere werden verletzt.[71]

### Sonntag, 23. Mai 2010
- Addis Abeba/Äthiopien: Bei den Parlamentswahlen erlangt das Parteienbündnis Revolutionäre Demokratische Front der Äthiopischen Völker unter Leitung von Ministerpräsident Meles Zenawi die Mehrheit der Wählerstimmen.[72]
- Cannes/Frankreich: Der Spielfilm Lung Boonmee raluek chat des thailändischen Regisseurs Apichatpong Weerasethakul wird mit der Goldenen Palme der 63. Filmfestspiele ausgezeichnet.[73]
- Köln/Deutschland: Im Finale der Eishockey-Weltmeisterschaft besiegt Tschechien Russland mit 2:1 und ist damit zum zwölften Mal Weltmeister.[74]

### Montag, 24. Mai 2010
- Brandenburg, Sachsen/Deutschland: Beim Tornado am Pfingstmontag ist die Stadt Großenhain am stärksten betroffen.
- Peking/China: Bei mehreren Verkehrsunfällen in den letzten Tagen kommen mindestens 70 Menschen ums Leben und mehr als 100 weitere werden verletzt.[75]
- Port of Spain/Trinidad und Tobago: Bei den Parlamentswahlen gewinnt Kamla Persad-Bissessar.[76]

### Dienstag, 25. Mai 2010

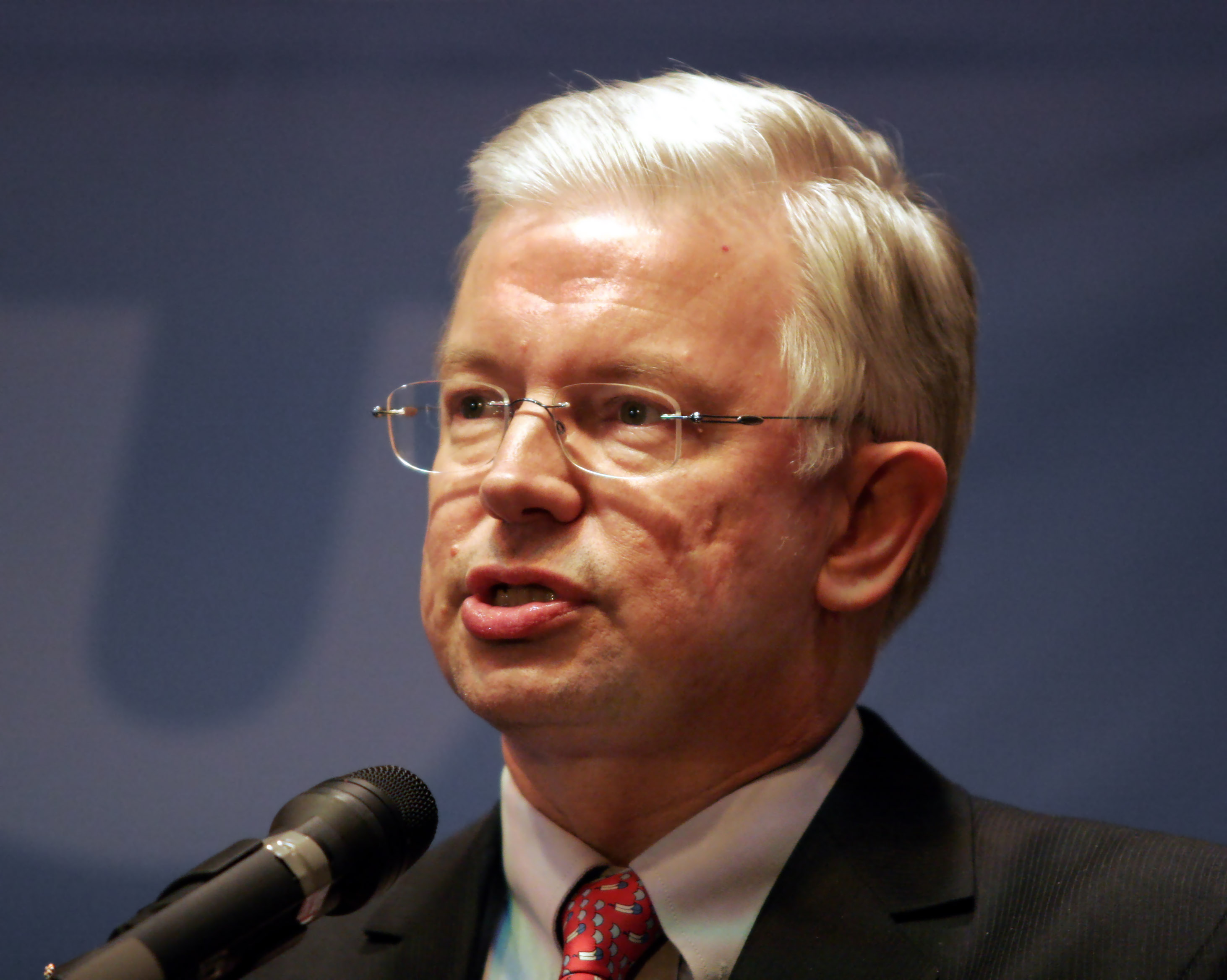
Roland Koch

- Antalya/Türkei: Bei einem Busunglück kommen mindestens 16 Menschen ums Leben und 25 weitere werden verletzt.[77]
- Kingston/Jamaika: Bei gewaltsamen Auseinandersetzungen kommen mindestens 31 Menschen ums Leben.[78]
- Polen: Bei Hochwassern an Oder und Weichsel kommen mindestens 15 Menschen ums Leben.[79]
- Wiesbaden/Deutschland: Der hessische Ministerpräsident Roland Koch (CDU) kündigt auf einer Pressekonferenz an, seine politischen Ämter in den folgenden Monaten aufzugeben.[80]

### Mittwoch, 26. Mai 2010
- Paramaribo/Suriname: Bei den Parlamentswahlen erlangt die Partei Nationale Democratische Partij des ehemaligen Diktators Dési Bouterse die Mehrheit.[81]

### Donnerstag, 27. Mai 2010
- London / Vereinigtes Königreich: Die Menschenrechtsorganisation Amnesty International beklagt in ihrem aktuellen Jahresbericht Folter und Misshandlung in mindestens 111 Staaten der Welt.[82]

### Freitag, 28. Mai 2010
- Genf/Schweiz: Die UEFA vergibt die Austragung der Fußball-Europameisterschaft 2016 an Frankreich.[83]
- Kalkutta/Indien: Bei einem Anschlag maoistischer Rebellen auf einen Zug kommen mindestens 108 Menschen ums Leben, und mehr als 200 weitere werden verletzt.[84]
- Lahore/Pakistan: Bei Angriffen auf Moscheen der Ahmadiyya-Gemeinde kommen mindestens 80 Menschen ums Leben, und mehr als 78 weitere werden verletzt.[85]

### Samstag, 29. Mai 2010

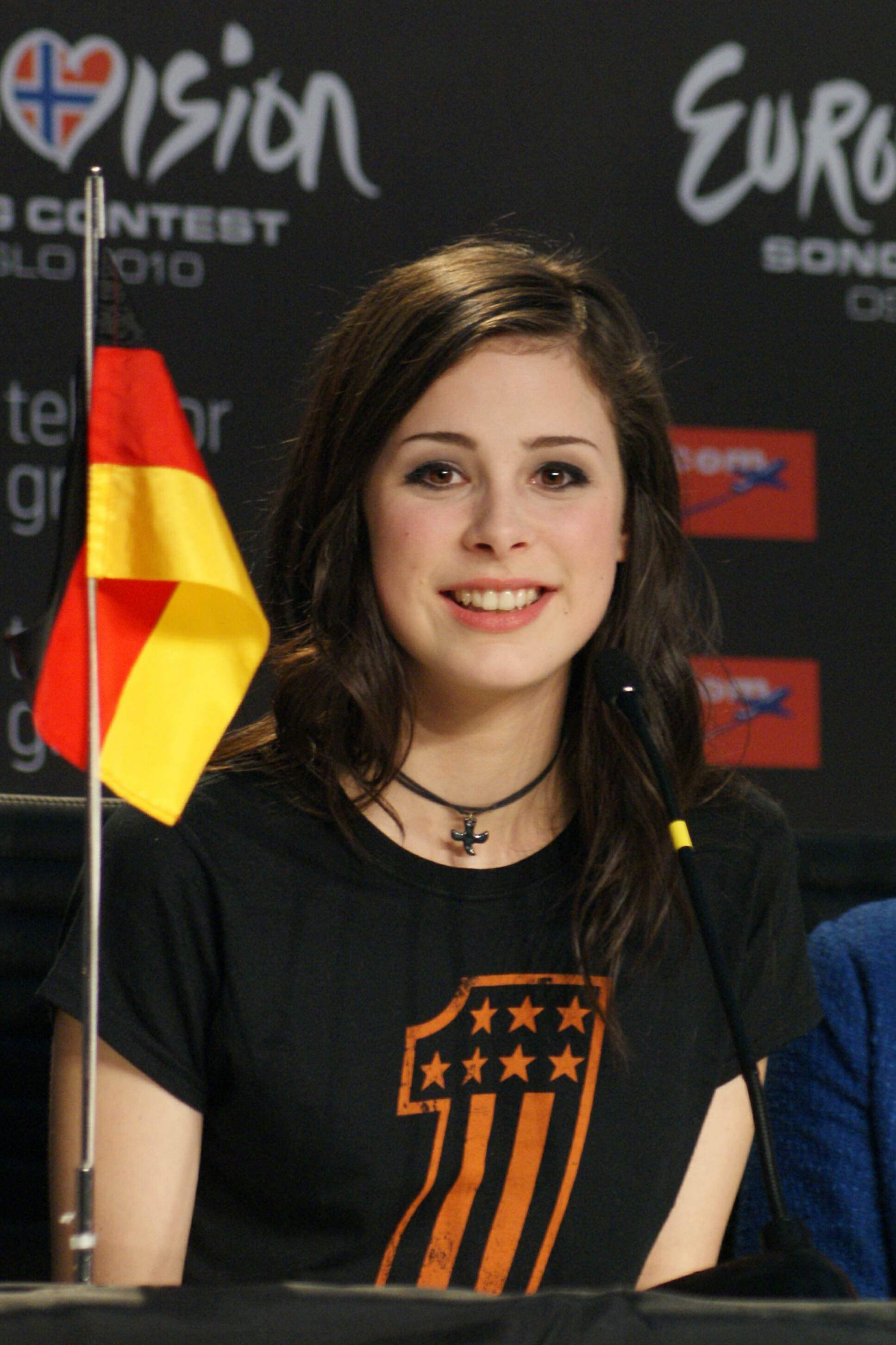
Lena Meyer-Landrut

- Budapest/Ungarn: Viktor Orbán wird vom Parlament zum Ministerpräsidenten gewählt.[86]
- Oslo/Norwegen: Die deutsche Sängerin Lena Meyer-Landrut gewinnt den 55. Eurovision Song Contest.[87]
- Prag/Tschechische Republik: Bei den Parlamentswahlen wird die ČSSD mit 22,09 % der Stimmen stärkste Kraft vor der ODS mit 20,22 %. Weiterhin werden TOP 09, die KSČM und Věci veřejné im künftigen Parlament vertreten sein.[88]

### Sonntag, 30. Mai 2010
- Bogotá/Kolumbien: Bei den Präsidentschaftswahlen erlangt Juan Manuel Santos 46,56 Prozent der Wählerstimmen und Antanas Mockus kommt auf 21,49 der Wählerstimmen. Da beide Kandidaten eine absolute Mehrheit verfehlten, treten sie am 20. Juni zu einer Stichwahl an.[89]
- Eisenstadt/Österreich: Bei der Landtagswahl im Burgenland wird die SPÖ mit 48,26 % der Stimmen wie seit Jahrzehnten üblich die stärkste Kraft vor der ÖVP mit 34,62 %. Die FPÖ, die Grünen und die LBL sind ebenfalls im künftigen Landtag vertreten.[90]
- Guatemala: Durch den Tropensturm „Agatha“ kommen mindestens zwölf Menschen ums Leben.[91]
- Köln/Deutschland: Der THW Kiel besiegt im Finale der EHF Champions League 2009/10 den FC Barcelona mit 36:34 und ist damit zum zweiten Mal nach 2007 Champions-League-Sieger.[92]
- Moskau/Russland: In den Finals der Mannschafts-Tischtennisweltmeisterschaft besiegt die Volksrepublik China bei den Herren Deutschland mit 3:1 Spielen und unterliegt bei den Damen Singapur mit demselben Ergebnis.[93]
- Verona/Italien: Der Gesamtsieg bei der 93. Ausgabe des Rad-Etappenrennens Giro d’Italia geht an Ivan Basso. Es ist sein zweiter Gesamtsieg bei dieser Rundfahrt und der 66. eines Italieners.[94]

### Montag, 31. Mai 2010

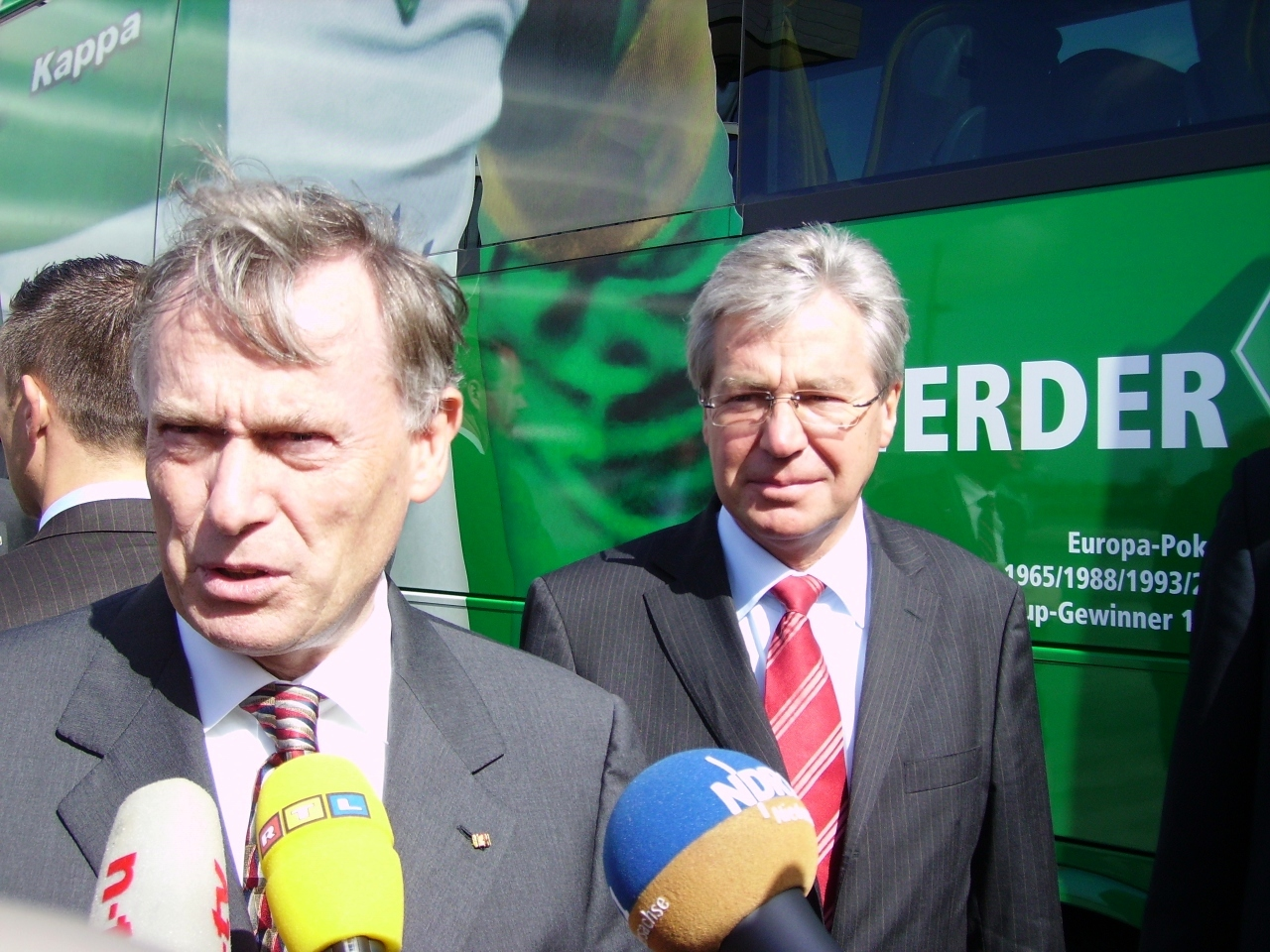
Horst Köhler, Jens Böhrnsen

- Berlin/Deutschland: Bundespräsident Horst Köhler tritt nach anhaltender Kritik an seinen Äußerungen zu Auslandseinsätzen der Bundeswehr zurück. Bundesratspräsident Jens Böhrnsen übernimmt vorübergehend die Amtsgeschäfte.[95]
- Mittelmeer: Israelische Streitkräfte stürmen einen Schiffskonvoi des Free Gaza Movements mit Hilfsgütern für den Gazastreifen und töten dabei mindestens neun Menschen.[96]

## Weblinks

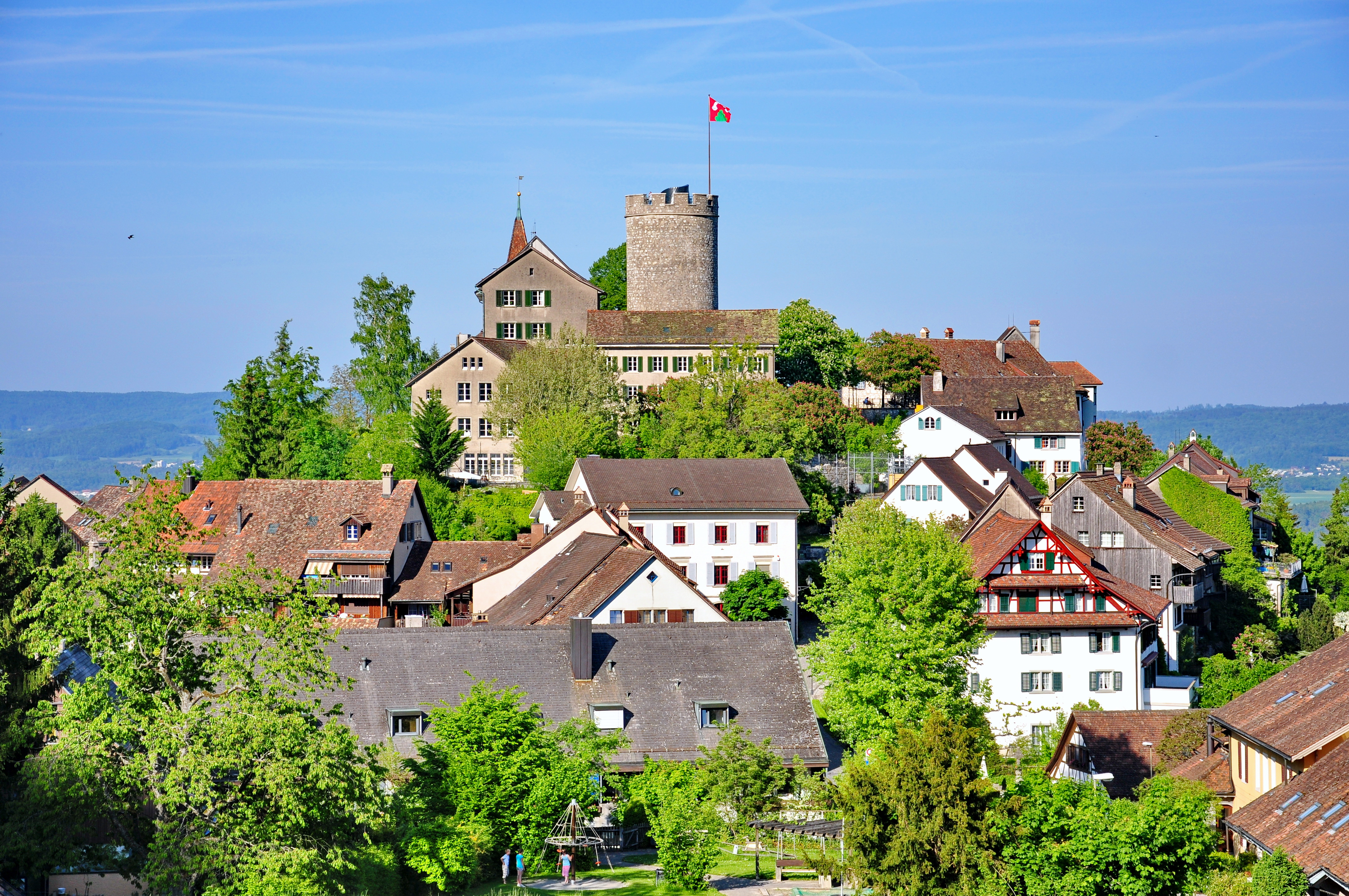
Kanton Zürich im Mai 2010